# Operation Taufe
In der Operation Taufe sandte 1944 der apostolische Nuntius Angelo Roncalli, der spätere Papst Johannes XXIII. aus der Türkei Taufzertifikate für die von der Deportation in die Vernichtungslager bedrohten Juden in Ungarn, die tausende von Leben retteten.

## Taufzertifikate
Der apostolische Nuntius Angelo Roncalli half häufig bei der Rettung von jüdischen Flüchtlingen aus dem besetzten Europa. Nachdem Ungarn im März 1944 von deutschen Truppen besetzt worden war und unter Adolf Eichmann die systematische Deportation der ungarischen Juden in die Vernichtungslager begann, wandten sich Ira Hirschmann vom War Refugee Board (WRB) und der Chefrabbiner von Palästina Isaak HaLevy Herzog hilfesuchend an ihn. Roncallis Versuch Papst Pius XII. zu einer Audienz zu bewegen, um den Angehörigen der Achsenmächte mit einer päpstlichen Exkommunikation zu drohen, scheiterte. Roncalli erklärte sich aber am 1. August bereit, mit tausenden von Taufzertifikaten zu helfen.
Der WRB sollte Massentaufen von Juden mit den katholischen Würdenträgern in Ungarn vereinbaren und die Juden würden Taufzertifikate erhalten, die auch von den Nationalsozialisten als gültige Papiere anerkannt würden, welche die Ausreise ermöglichen würden. Nach der Vereinbarung zwischen dem Nuntius und Hirschmann, sollte es keine erzwungene Konversion bedeuten, denn niemand wäre verpflichtet, in der katholischen Kirche zu bleiben, ja die Zertifikate könnten auch ohne das Sakrament der Taufe ausgestellt werden. Nach Unterlagen des Nürnberger Prozesses wurden so 24.000 Juden gerettet, während katholische Quellen von 80.000 sprechen.

## Weblink
- Sergio Rubin: When John XXIII baptized Jews. In: The International Raoul Wallenberg Foundation. Abgerufen am 25. Juli 2021.